# 登楼叹
《登楼叹》（英語：Ascension）是由Jessica Kingdon于2021执导和制作的一部纪录片。影片记录了当代中国各社会阶级追逐中国梦中的种种景象。
影片于2021年6月12日在翠贝卡电影节全球首映并赢得了最佳纪录片长片奖。2021年8月10日在MTV纪录片播出。

## 评价
汇总媒体烂番茄根据43条评论打出98%的新鲜度，平均得分8.00/10。网站共识写道：“《登楼叹》通过耐心观察的方式，揭开了当代中国背后的消费主义和经济不平等。”